# Весикко
«Весикко» (фин. Vesikko — животное норка) — финская подводная лодка водоизмещением 254 тонны. Сконструирована в 1930-х годах. Была в составе финских ВМС во время Второй мировой войны.

## Описание
Подводная лодка «Весикко» была сконструирована голландской компанией «Ingenieurskantoor voor Scheepsbouw» (учреждённой немцами после Первой мировой войны для создания новых разработок по проектам подводных лодок, в связи с запретами, установленными в соответствии с Версальским Мирным договором) в Гааге. Построена в Финляндии на судостроительном заводе «Крейтон-Вулкан» в Турку в 1933 году. Она являлась прототипом (название CV-707) немецких подводных лодок типа II. Между 1933 и 1934 годами немецкие моряки проводили испытания подводной лодки CV-707, в районе Архипелага Турку. В 1936 году, после испытаний, ПЛ CV-707 была выкуплена финскими ВМС и получила имя «Весикко».
ПЛ «Весикко» принимала участие в Советско-финской войне (1939—1940) в составе финских ВМС. Как и другие лодки она патрулировала Финский залив, сражаясь против Советского Балтийского Флота.
1 и 19 декабря 1939 года лодка предпринимала попытки атаковать крейсер «Киров» и линкор «Марат».
В период Второй мировой войны ПЛ «Весикко» продолжала патрулирование Балтики. Но, в связи с большим количеством мин, установленным немецкими и финскими ВМС в западной части Финского залива, корабли Балтийского Флота практически были заперты в своих портах, и лодка почти не имела возможностей для атак кораблей противника. Тем не менее, 3 июля 1941 года она произвела торпедную атаку советского торгового судна «Выборг» водоизмещением 3500 тонн. В последние годы войны ПЛ «Весикко» использовалась в основном в составе эскортов.

## Современный статус
Согласно Парижскому мирному договору между СССР и Финляндией 1947 года Финляндия не могла иметь собственных подводных лодок. Финляндия решила сохранить подводные лодки для тренировки и обучения моряков. Но содержание лодок оказалось слишком дорогим, и поэтому все подводные лодки ВМС Финляндии, кроме «Весикко», были проданы Бельгии на металлолом в 1953 году. «Весикко» хранилась до 1959 года, когда и её было решено продать. Тогда бывшие члены экипажа подводной лодки, при поддержке коммерческих фирм, решили восстановить и спасти её. Лодка была разделена на три части, и транспортирована на остров Суоменлинна, где и находится по сей день (2019 год) в составе Военного Музея Финляндии. Лодка-музей была открыта для посещения в день Военно-Морского флота Финляндии 9 июля, 1973 года.

## Галерея

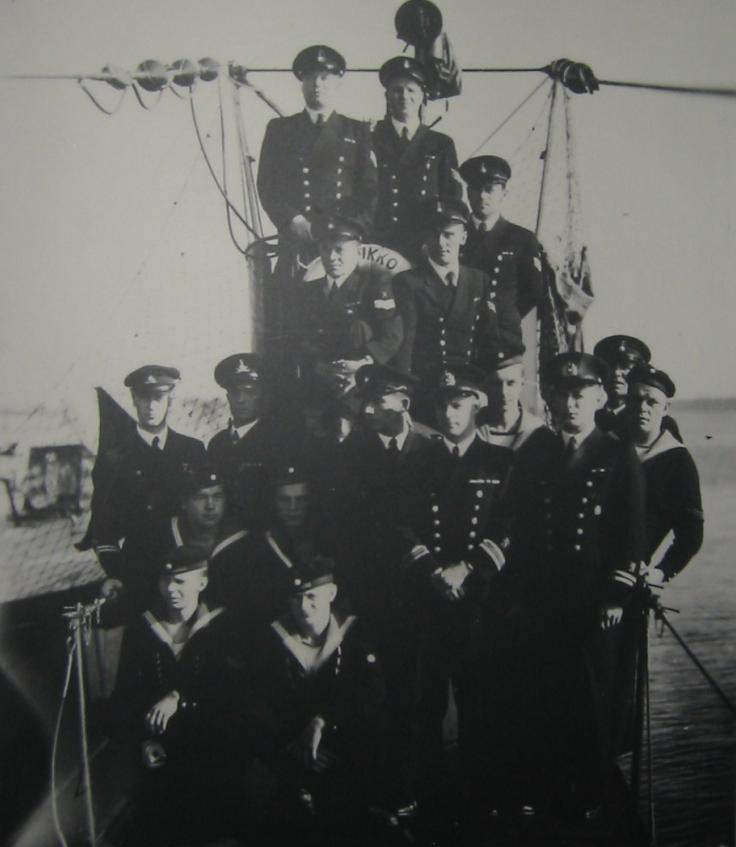
Экипаж ПЛ «Весикко» (июль 1941)
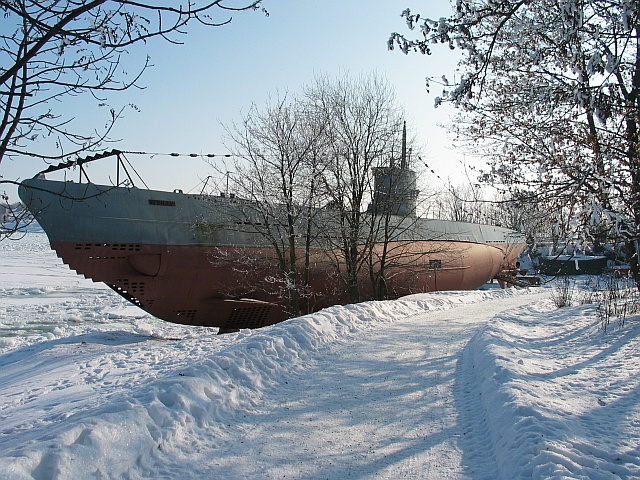
ПЛ «Весикко» лодка-музей на острове Суоменлинна
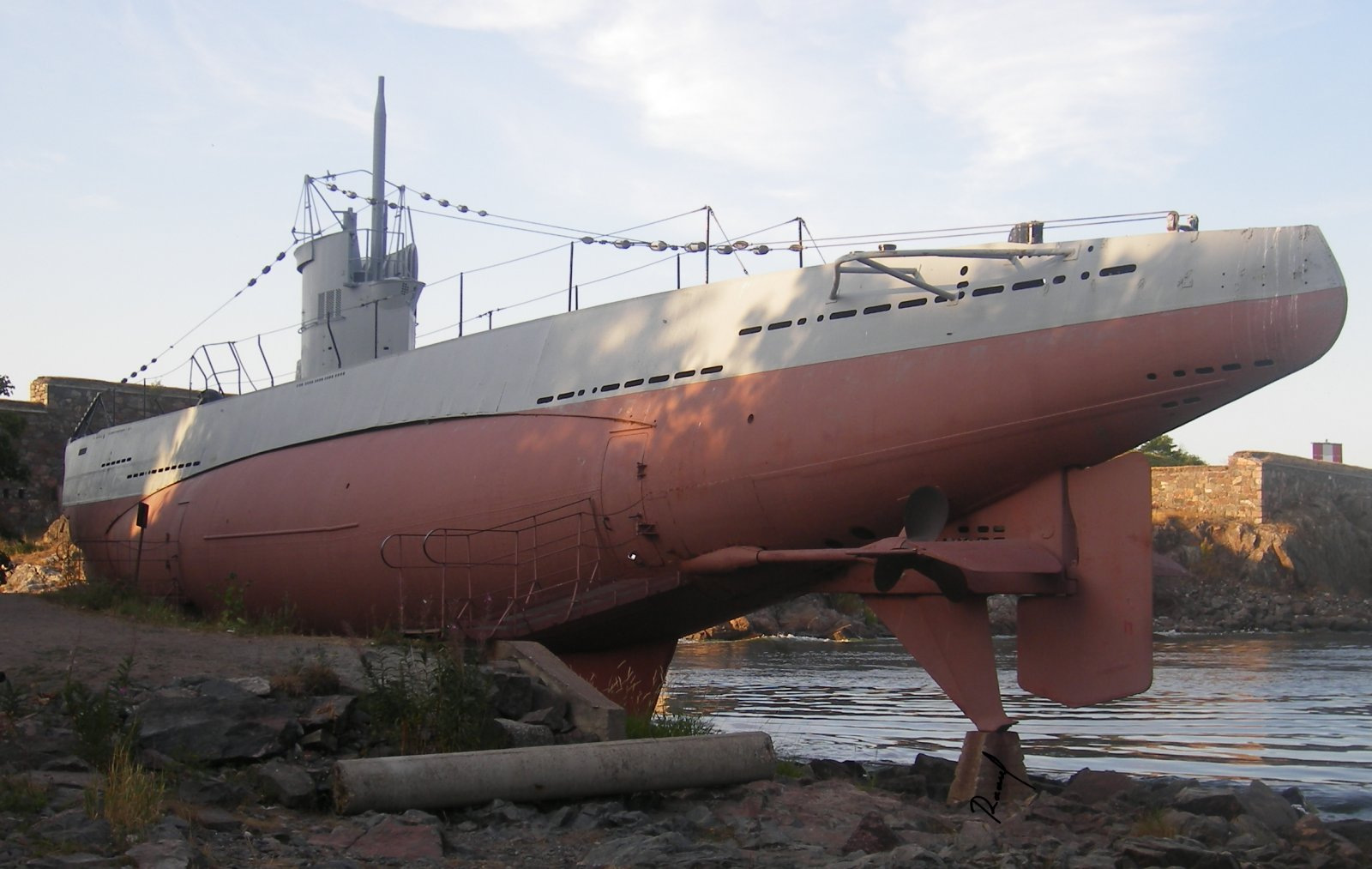
ПЛ «Весикко» лодка-музей на острове Суоменлинна
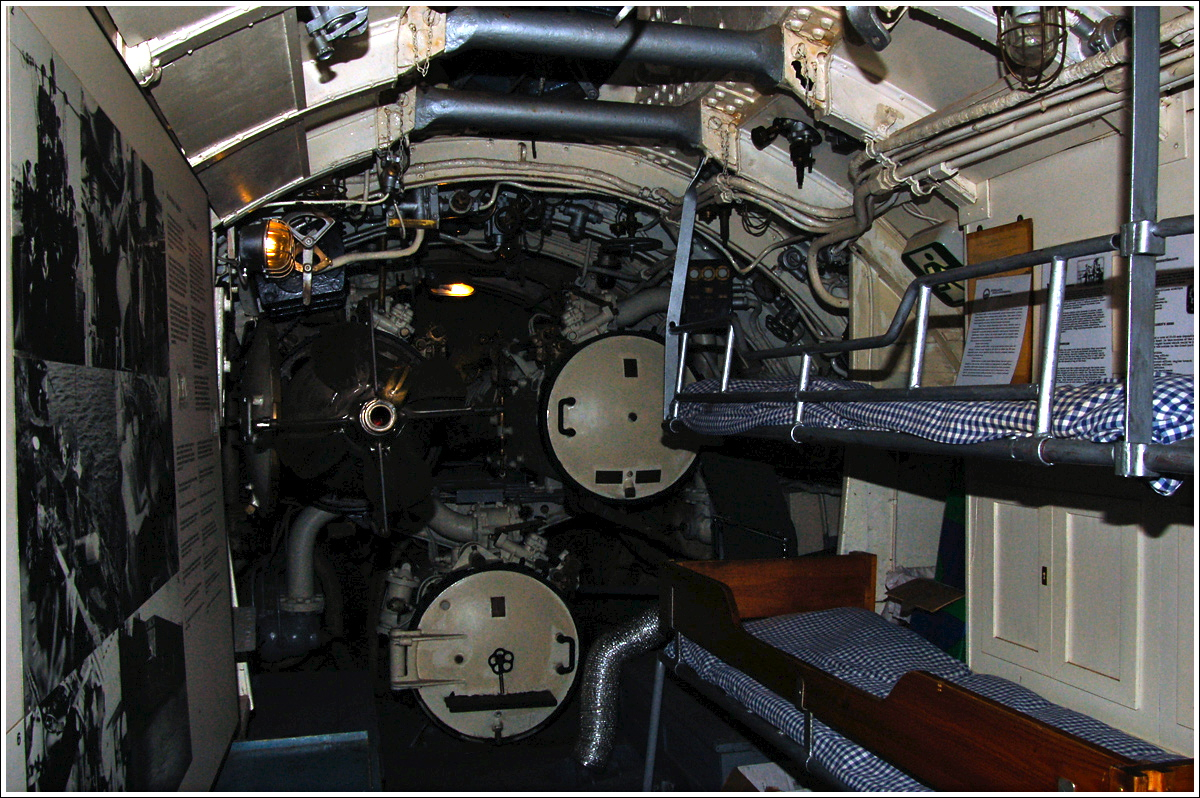
Внутри ПЛ «Весикко»